# Papegøjebaza
Papegøjebaza (Chondrohierax uncinatus) er en rovfugl i høgefamilien med karakteristisk kroget næb og hvide øjne. Arten findes fra Texas til Sydamerika, hvor den især lever af snegle i skove.
Papegøjebazaen er en middelstor høgefugl med en vægt fra 215 til 397 gram og en længde på 38–51 cm. Den lægger normalt 2 æg, som bliver udruget af både hannen og hunnen. Ungerne bliver i reden i 35-45 dage og opfostres af begge forældre. Dens føde består af især af snegle, men også frøer, småpattedyr, insekter og salamandere tjener som føde.
Cubabaza (Chondrohierax wilsonii) regnes af nogle som en underart af papegøjebaza.